# Point-to-multipoint
Point-to-multipoint (bod-více bodů) je v telekomunikacích taková organizace komunikace, kdy jedna stanice komunikuje s několika stanicemi v různých lokacích.
Point-to-multipoint se často zapisuje zkratkou P2MP, PTMP nebo PMP.
Nejpoužívanějším médiem pro point-to-multipoint komunikaci byly v minulosti sériové linky; například protokol SDLC byl navržen tak, aby umožňoval tento způsob komunikace. Po roce 2000 se point-to-point komunikace používá hlavně pro bezdrátovou komunikaci a VoIP telefonii pomocí rádiových vln v pásmech UKV (decimetrové vlny s kmitočty nad 1 GHz). P2MP systémy mohou být jednosměrné i obousměrné. Z centrální antény nebo anténního pole se vysílá pro několik přijímačů a obousměrné systémy používají nějakou formu multiplexování s časovým dělením pro zpětný kanál.
V letech 2004 a 2013 vydala IEEE standardy IEEE 802.3ah-2004 a IEEE 802.3bk-2013 pro Ethernet in the First Mile používající pasivní optickou síť vycházející z technologie Ethernet, která používá komunikaci point-to-multipoint na optických kabelech.